# Sezóna zabíjení
Sezóna zabíjení je americký film Marka Stevena Johnsona z roku 2013.

## Obsah
Dva veteráni války v Bosně, Američan Benjamin Ford (De Niro) a bývalý srbský voják Emil Kovac (Travolta), se znovu střetávají v akcí nabité hře kočky s myší. V prostředí hrůzu nahánějící odlehlé divočiny Apalačského pohoří si spolu vyrovnávají nevyřízené účty, otevírají staré rány a odhalují dlouho skrývaná tajemství.

## Recenze
- Sezóna zabíjení / Killing season – 40 % na Film.moviezone -